# 美波 (演員)
參數所指定的目標頁面不存在，建議更正成存在頁面或直接建立下列一個頁面（建立前請先搜尋是否有合適的存在頁面可以取代）：
- 美波 (消歧義)

美波（日语：／ Minami，1986年9月22日—），日本女演員， 所屬經紀公司為Horipro。父親是法國人，母親是日本人。

## 演出
※主演以粗體標示

### 電影
- 大逃殺（2000年12月） - 川田的戀人（慶子）
- 慘劇館 夢子（2002年2月） - 夢子
- 羊之歌（2002年3月） - 八重樫葉
- マナに抱かれて（2003年6月） -
- 問題のない私たち（2004年2月） - 潮崎瑪莉亞（潮崎マリア）
- 富江 REVENGE（2005年4月） - 冬木雪子
- ユモレスク 〜逆さまの蝶〜（2006年11月） - （雙主演）
- 惡女花魁（2007年2月） - 若菊
- 逃亡くそたわけ（2007年10月） -
- ROBO☆ROCK（2007年11月） -
- 重金搖滾雙面人（2008年8月） - 妮娜
- 乱暴と待機（2010年秋季） - 奈奈瀨
- 上京アフロ田中（2012年2月） - 小幸（吉岡幸子）　※小幸日文為
- 謝罪大王（2013年9月） -
- 謎樣的他（2015年2月14日） - 女秘書
- 惡水真相（2021年9月23日） -
- 岸邊露伴在羅浮（2023年5月）-

### 電視劇
- 天国への応援歌 チアーズ〜チアリーディングにかけた青春〜（2004年，日本電視台） - 田村美穗
- 週一黃金劇場「捜し屋★諸星光介が走る!①」（2004年，TBS） - 諸星直子

　※譯註：週一黃金劇場的日文為「月曜ゴールデン」
- 怪奇大作戦 セカンドファイル（2007，NHK） - 小川沙織（（小川さおり）
- 有閑俱樂部（2007，日本電視台） - 劍菱悠理
- 人生補時第5節「青梅竹馬編」（2008年3月1日，富士電視台） - 吉田由香裡
- 僕の島/彼女のサンゴ（2008年6月6日，NHK） - 井上詩織
- 花樣少年少女～美男♂學園～畢業典禮及1/2特別篇（2008年10月12日，富士電視台） - 茱麗亞 （Julia）
- OL日本（2008年，日本電視台） - 矢部櫻
- THE QUIZ SHOW 第2集（2009年，日本電視台） - 美嘉（客串）
- 圈套特別篇2（2010年5月15日，朝日電視台） - 佐佐木菊枝
- 下流の宴（2011年，NHK） - 宮城珠緒
- 人間昆虫記（日语：人間昆虫記）（2011年，WOWOW） - 十村十枝子
- バマメシバ一郎（2011年，WOWOW） - 北條由紀
- 命運之人（2012年，TBS） - 謝花未知
- Legal high II -熊井ほのか
- First Love 初戀（2022年，Netflix） - 並木優雨
- 格雷斯的履歷（2023年，NHK BS Premium） - 柏木理津子
- Monster 第1集（2024年，關西電視台・富士電視台）- 梅本ますみ

### 電視節目
- （2007年4月27日～2008年3月28日，日本電視台）
- （2008年3月31日，關西電視台）
- （2008年4月21日， TBS） - 記者
- スタジオパークからこんにちは（2008年6月3日，NHK）
- 世界ウルルン滞在記2008（2007年5月20日～2008年8月31日，TBS）

## 外部連結
- MUSEUM MINAMI - 個人官方網站（日語）
- 藝人簡介 美波 - Horipro上公開的個人簡介（日語）